# Mediophragma
Mediophragma is een ondergeslacht van het geslacht van insecten Austrolimnophila binnen de familie steltmuggen (Limoniidae).

## Soorten
Deze lijst van 2 stuks is mogelijk niet compleet.
- A. (Mediophragma) delectissima (Alexander, 1954)
- A. (Mediophragma) paraguayana (Alexander, 1952)